# İzmir Halcyons
Gli İzmir Halcyons sono una squadra di football americano di Smirne, in Turchia, fondata nel 2009.

## Dettaglio stagioni

### Tornei nazionali

#### 1. Lig
| Stagione | regular season | regular season | regular season | regular season | regular season | regular season | playoff | playoff | playoff | playoff | playoff | playoff   | playoff    |
|          | Vin            | Par            | Per            | Tot            | PF             | PS             | Vin     | Per     | Tot     | PF      | PS      | risultato | avversaria |
| -------- | -------------- | -------------- | -------------- | -------------- | -------------- | -------------- | ------- | ------- | ------- | ------- | ------- | --------- | ---------- |
| 2023     | 4              | 0              | 3              | 7              | 123            | 100            | -       | -       | -       | -       | -       | -         | -          |
| 2024     | 5              | 0              | 2              | 7              | 119            | 123            | 1       | 1       | 2       | 30      | 29      | Finale    | Koç Rams   |
| Totale   | 9              | 0              | 5              | 14             | 242            | 223            | 1       | 1       | 2       | 30      | 29      |           |            |

Fonti: Enciclopedia del Football - A cura di Massimo Mezzetti

#### 2. Lig
| Stagione | regular season | regular season | regular season | regular season | regular season | regular season | playoff | playoff | playoff | playoff | playoff | playoff    | playoff             |
|          | Vin            | Par            | Per            | Tot            | PF             | PS             | Vin     | Per     | Tot     | PF      | PS      | risultato  | avversaria          |
| -------- | -------------- | -------------- | -------------- | -------------- | -------------- | -------------- | ------- | ------- | ------- | ------- | ------- | ---------- | ------------------- |
| 2019     | 3              | 0              | 1              | 4              | 148            | 69             | 0       | 1       | 1       | 18      | 22      | Semifinale | Hacettepe Red Deers |
| 2022     | 4              | 0              | 0              | 4              | 107            | 25             | 2       | 0       | 2       | 49      | 0       | Campioni   | Antalyaspor         |
| Totale   | 7              | 0              | 1              | 8              | 255            | 94             | 2       | 1       | 3       | 67      | 22      |            |                     |

Fonti: Enciclopedia del Football - A cura di Massimo Mezzetti

### Riepilogo fasi finali disputate
| Anno           | Luogo  | Evento | Fase del torneo | Incontro                             | Risultato |
| 30 giugno 2019 |        | 2. Lig | Semifinale      | Hacettepe Red Deers - İzmir Halcyons | 22 - 18   |
| 2 luglio 2022  | Ankara | 2. Lig | Finale          | İzmir Halcyons - Antalyaspor         | 21 - 0    |
| 8 giugno 2024  | Ankara | 1. Lig | Finale          | Koç Rams - İzmir Halcyons            | 10 - 0    |

## Palmarès
- 1 2. Lig (2022)